# Yama-dera
Le Yama-dera (山寺, litt. « temple de la montagne ») est un temple bouddhique situé à Yamagata, dans la préfecture de Yamagata au nord de l'île de Honshu au Japon. Son nom officiel est le temple Risshaku (立石寺, Risshaku-ji).

## Situation
Le temple Risshaku est situé sur le versant sud-est du mont Hōju dans le nord-est de la ville de Yamagata, le long de la rivière Tachiya.

## Description
Le temple Risshaku est en fait un complexe comprenant une quarantaine de bâtiments. Son hondō, bâtiment principal appelé Konponchū-dō, se trouve à une altitude de 248 m alors que l'Okuno-in, le bâtiment le plus en hauteur, se trouve à l'altitude de 417 m.
Le Konponchū-dō, qui présente un toit de style irimoya-zukuri, date de 1356. Partiellement constitué de bois de hêtre du Japon, il héberge une statue en bois d'Yakushi Nyorai, bouddha de la médecine, et une flamme sacrée apportée du temple Enryaku de Kyōto et maintenue allumée depuis la construction du temple en 860.
Au-delà de l'entrée principale, gardées par deux Niō, divinités gardiennes du temple, se présente le Jōzō-in (altitude de 378 m), un bâtiment dédié à Bishamonten, dieu de la guerre représenté par une statue en bois œuvre du sculpteur Unkei. Plus haut encore, se trouvent le Konjō-in (altitude de 387 m) dédié à Jizō bosatsu, divinité protectrice des enfants, et à Fudō Myōō, divinité associée au feu et à la colère, le Chūsei-in (altitude de 400 m) dédié à Amida et le Kezō-in (altitude de 412 m) dédié à la déesse de la miséricorde.
Okuno-in est le nyohōdō ou bâtiment des lanternes, lieu de prière où s'accumulent des portoirs chargés de plaques votives. Il comprend un daibutsu-den (hall du grand bouddha) dans lequel se dresse une statue dorée d'Amida, « bouddha des bouddhas », haute de 5 m. C'est aussi la tombe du patriarche de la secte Tendai : Ennin.

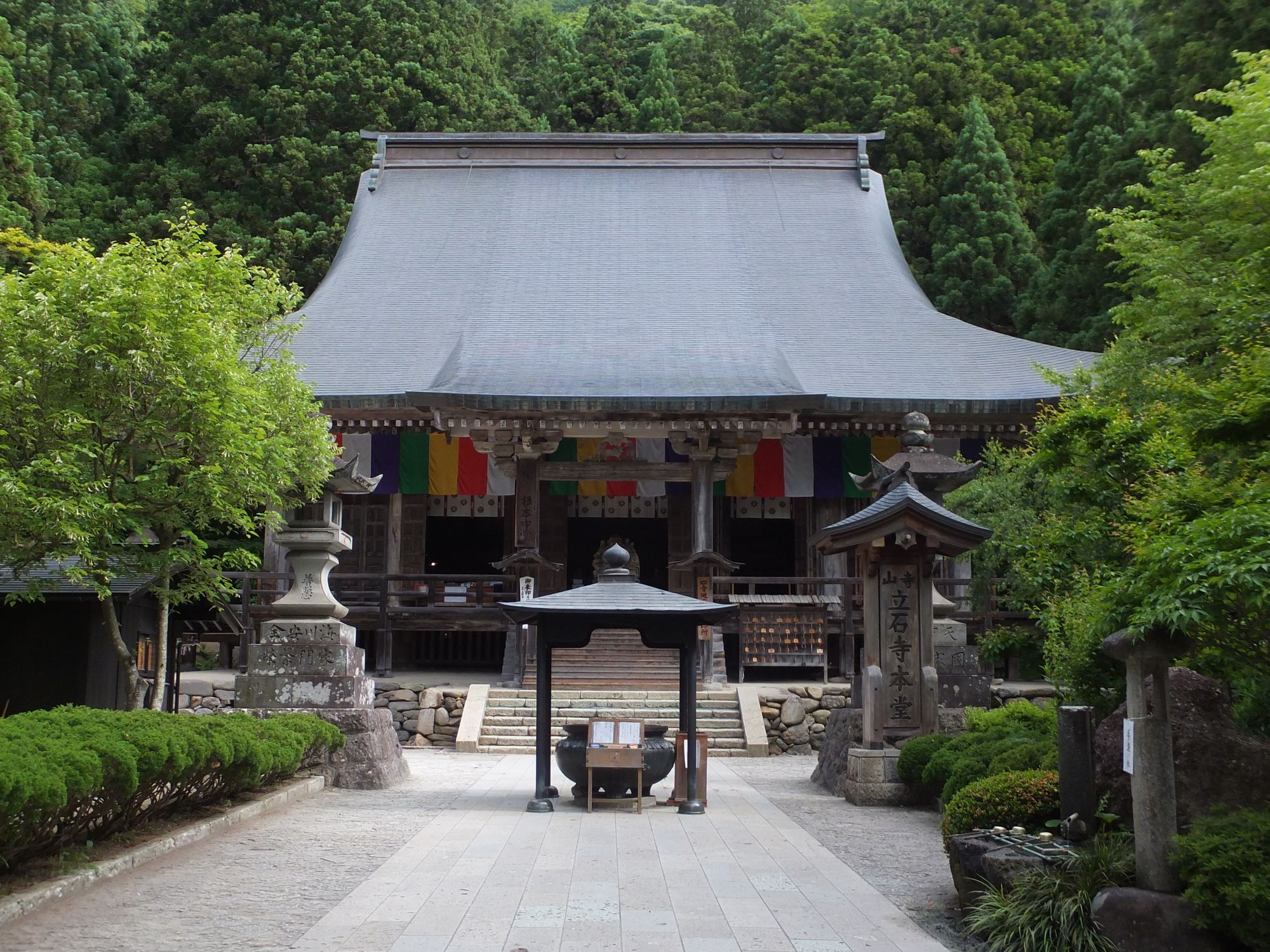
Konponchū-dō : bâtiment principal.
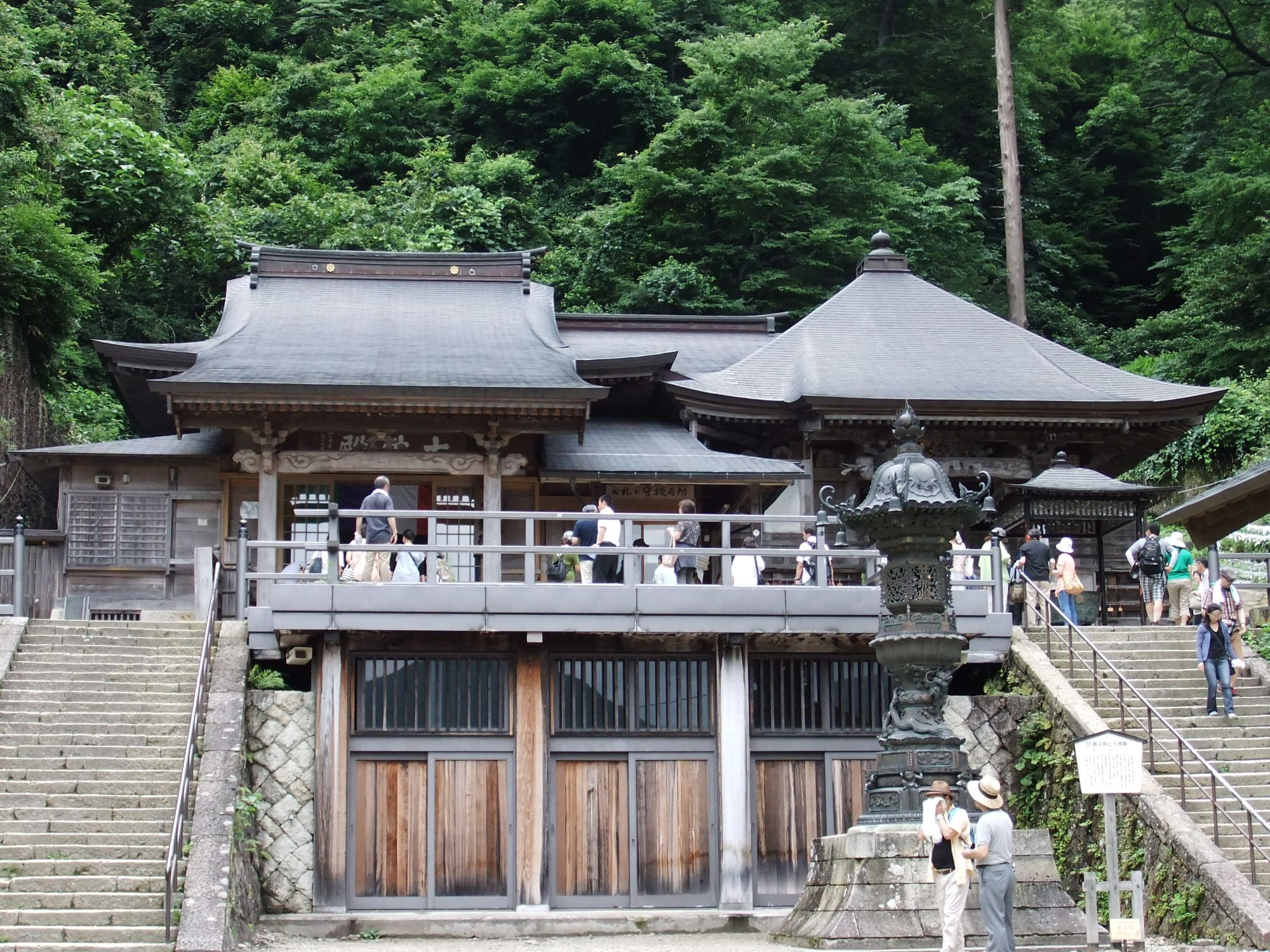
Okuno-in : bâtiment des lanternes.
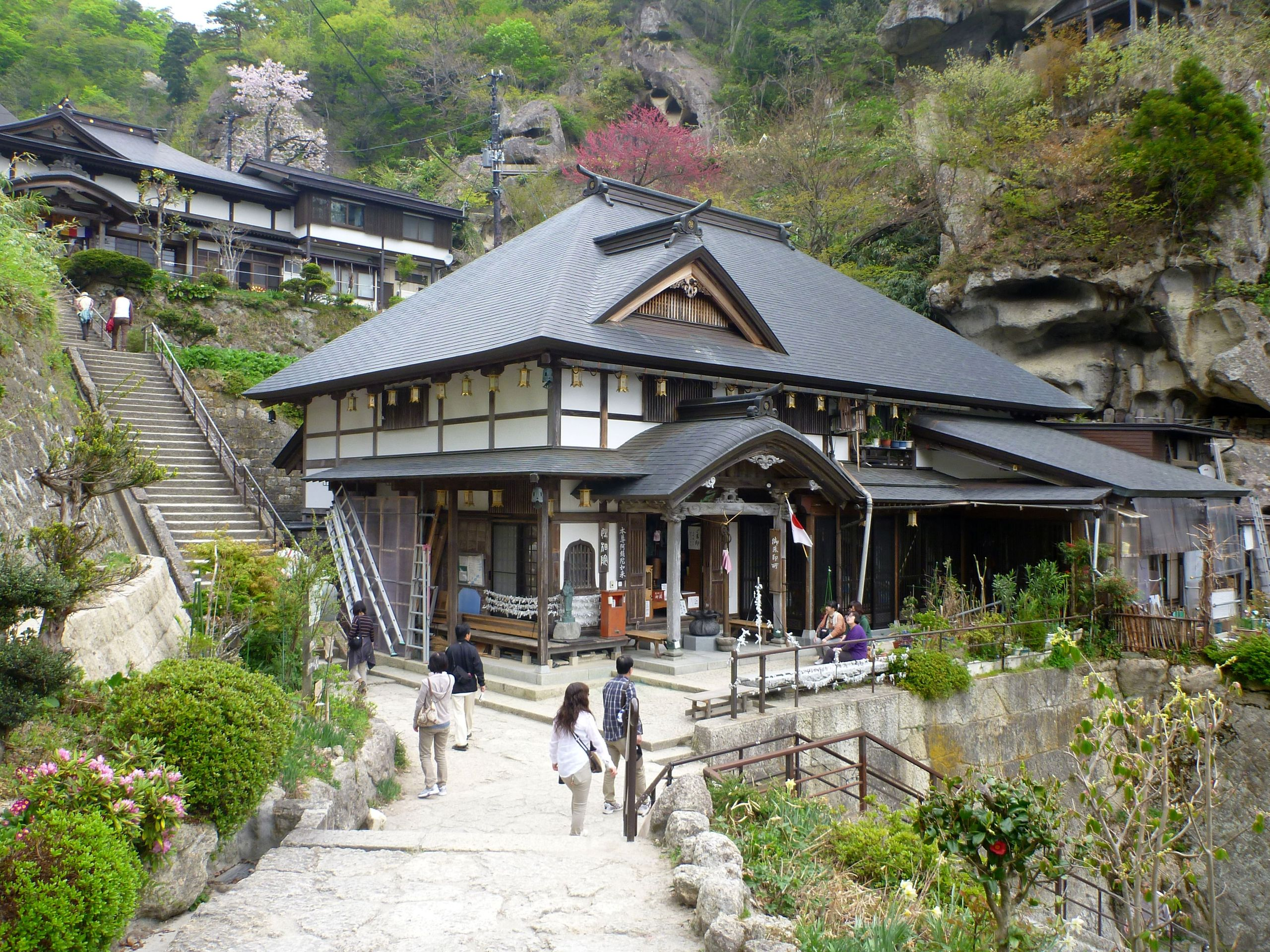
Shōzō-in.
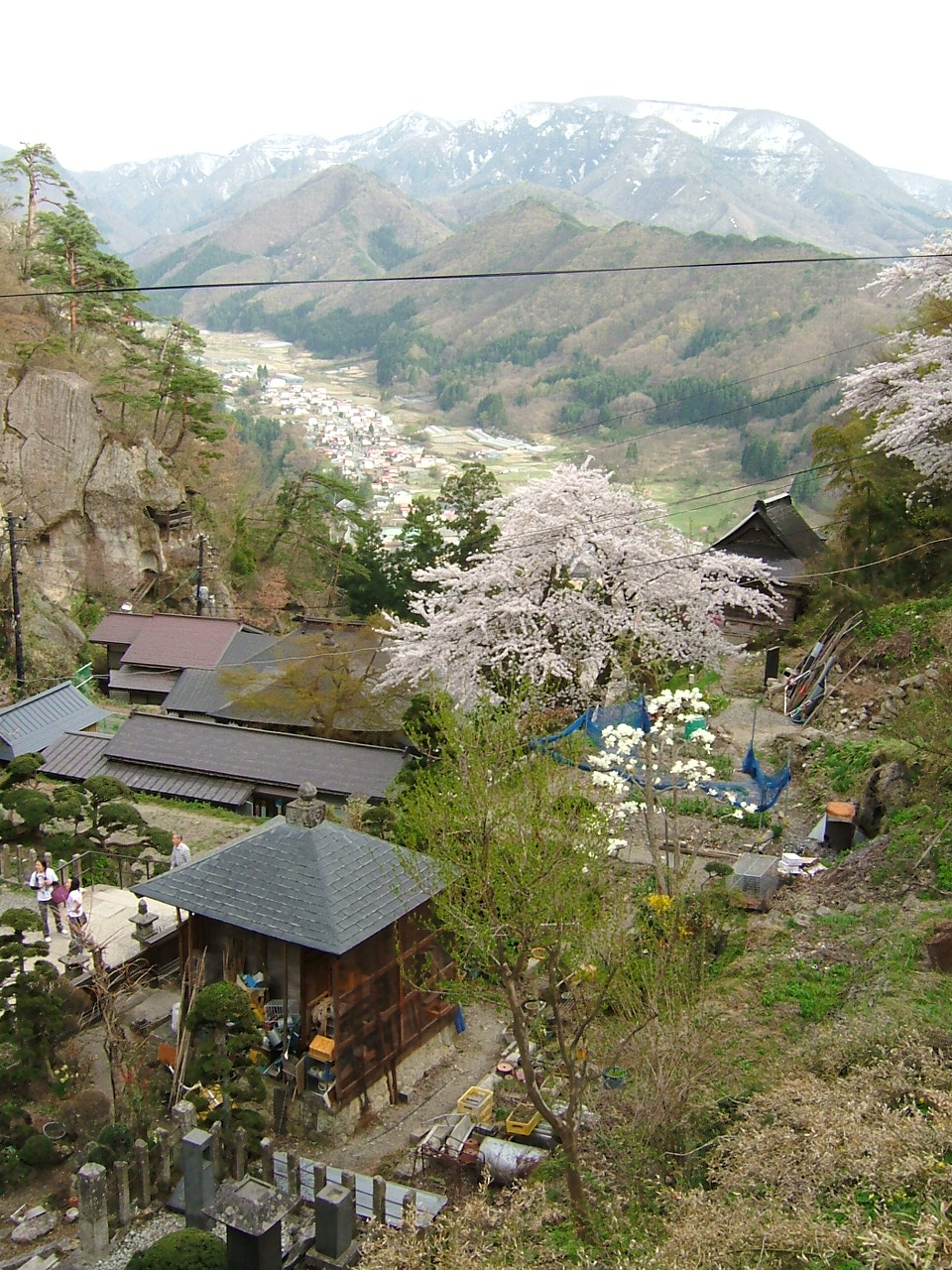
Vue de haut au printemps.

## Histoire
Le temple Risshaku est fondé en 860 comme temple annexe de l'Enryaku-ji par Ennin. Prospère pendant l'ère Kamakura (1185-1333), le temple est partiellement détruit à l'époque des provinces en guerre (époque Sengoku, milieu du XVe siècle-fin du XVIe siècle) puis reconstruit en 1543 sous la direction du moine Enkai.
En 1689, Matsuo Bashō, l'un des maîtres classiques du haïku, alors en pèlerinage dans la région de Tōhoku, séjourne dans le temple Risshaku. Le chant des cigales peuplant les arbres du mont Hōju lui inspire, entre autres, ce court poème :
Shizukasa ya (閑さや)

iwa ni shimiiru (巖にしみ入る)

semi no koe (蝉の声)
Que l'on peut traduire par :
Silence

le chant des cigales

pénètre les rocs

## Site historique national
Le Risshaku-ji est classé site historique national depuis mars 1932. Et le chant des cigales du domaine du temple est répertorié sur la liste des « 100 sons naturels du Japon ».